# 13478 Fraunhofer
13478 Fraunhofer este o planetă minoră (asteroid) din centura de asteroizi. A fost descoperită pe 27 februarie 1976 la Thüringer Landessternwarte Tautenburg⁠(d) de Freimut Börngen și a fost numită după Joseph von Fraunhofer. 
Obiectul prezintă o orbită caracterizată de o semiaxă mare de 1,9223711 UAi, o excentricitate de 0,12, o înclinație de 18,71825 ° în raport cu ecliptica.